# 擬短頭脊沫蟬
擬短頭脊沫蟬（学名：Kotophora botelensis）为尖胸沫蟬科擬短頭脊沫蟬屬下的一个种。